# Sport w Tarnowie
Tarnów jest ośrodkiem sportu żużlowego, a także wspinaczki sportowej. Rozwija się tu również siatkówka, piłka nożna, piłka ręczna, tenis ziemny, karate kyokushin i oyama, judo, boks, muay thai, pływanie, kung-fu, speedrower i inne dyscypliny.

## Historia

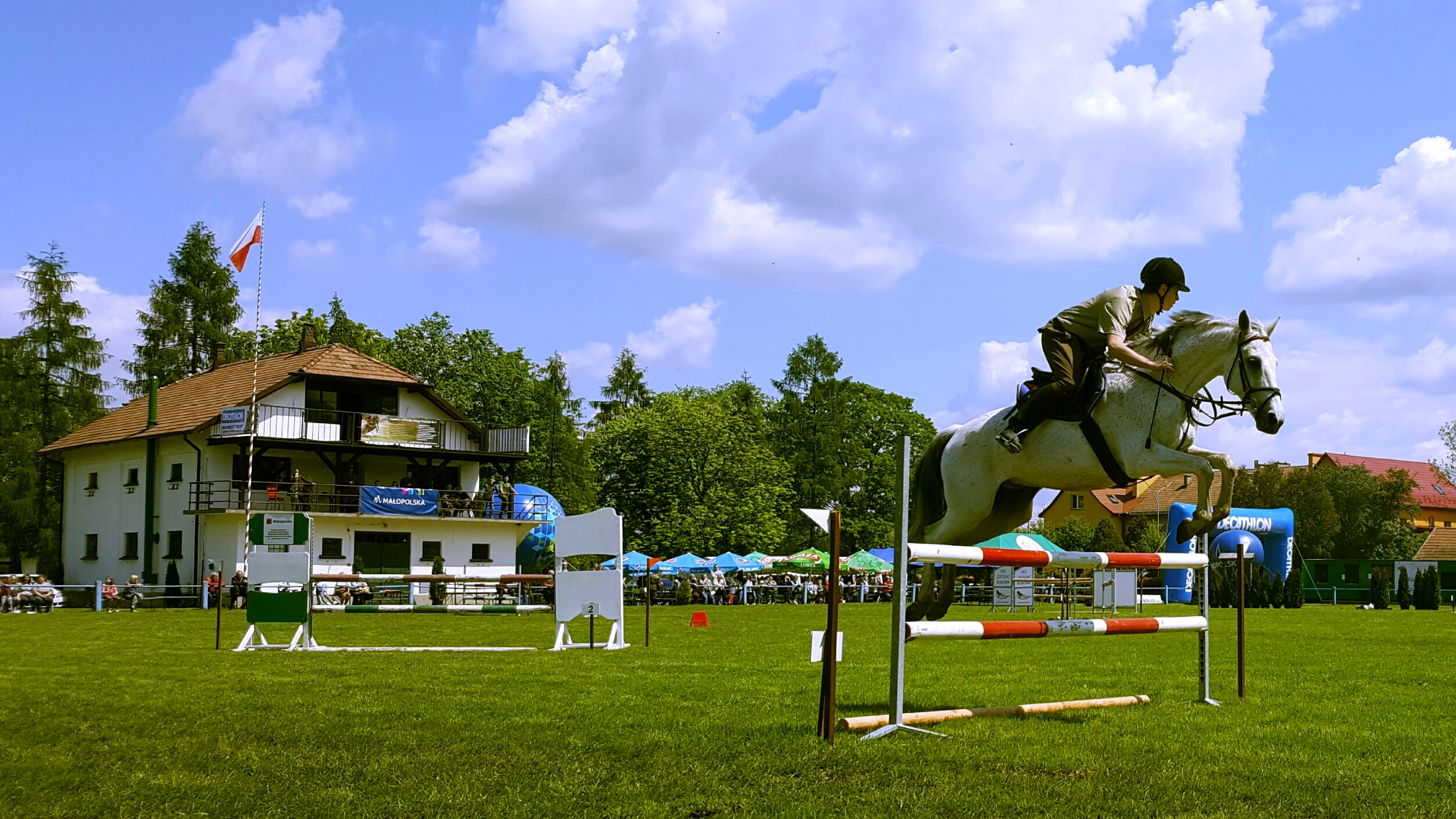
Zawody w Klikowej

Historia sportu w Tarnowie sięga XIX wieku. Pierwszymi organizacjami o charakterze sportowym w tamtym okresie były: Towarzystwo Gimnastyczne "Sokół" (uprawiano: gimnastykę, lekkoatletykę, łyżwiarstwo, kolarstwo, tenis, szermierkę, strzelanie) oraz Towarzystwo Strzeleckie.
Jednak prawdziwy rozwój sportu nastąpił w okresie międzywojennym, kiedy to powstały pierwsze kluby sportowe: Tarnovia (data powstania nie jest ściśle określona i budzi kontrowersje), Klub Sportowy „Metal” (1922), Towarzystwo Sportowe Mościce (1928, w latach pięćdziesiątych zmiana nazwy na "Unia") jak również wiele innych klubów, które nie przetrwały do dziś. Należy również wspomnieć, iż w tamtym okresie prawie połowę mieszkańców miasta stanowiła ludność żydowska, która wedle wyliczeń historyków posiadała ponad 10 klubów. Najbardziej zaś znanym był "Samson". 

W okresie międzywojennym najbardziej znanym sportowcem pochodzącym z Tarnowa był Zdzisław Nowak, olimpijczyk z 1928 r.
Po II wojnie światowej sport w Tarnowie szybko się odrodził. Powstały nowe kluby sportowe: Błękitni (1947), Tamel (1952). Założono również Pałac Młodzieży, w którym to istnieją do dziś sekcje sportowe. W 1958 rozegrane zostały pierwsze piłkarskie derby Tarnowa pomiędzy Tarnovią a Unią.

## Tarnowskie kluby sportowe

### Drużyny sportowe
- Unia Tarnów (żużel) – I liga polska na żużlu
- Unia Tarnów (piłka nożna) – III liga polska w piłce nożnej

### Kluby sportowe
- Błękitni 1947 Tarnów
- MUKS „1811" Tarnów
- MKS Tarnovia
- Metal Tarnów

- Unia Tarnów
- UKS ACT Tarnów
- MUKS Sokół Gumniska Tarnów
- Pałac Młodzieży Tarnów
- Iskra Tarnów
- TKS Kyokushin Karate
- Tarnowski Klub Tenisowy
- UKS Leliwa
- Tarnowski Yacht Club "AZOTY"
- Yacht Club "BEZAN"
- Yacht Club "ORION"
- Yacht Club "ARMATOR"
- K.S Perfekcja (Muay Thai)
- CAS Horyzonty Tarnów
- MUKS Przystań Tarnów
- UKS Start Tarnów
- UKS Westovia Tarnów
- Ludowy Klub Jeździecki „Klikowa”
- Mościcki Klub Balonowy

## Obiekty sportowe

### Stadiony
- Stadion Miejski "Jaskółcze Gniazdo" – żużlowo-piłkarski
- Stadion MKS "Tarnovia"
- Stadion ZKS Metal Tarnów
- Stadion KS Błękitni Tarnów
- Stadion KS Iskra Tarnów
- Stadion Unia Tarnów - lekkoatletyczny

### Hale sportowe
- Hala sportowa TOSiR (400 miejsc)
- Hala widowiskowo-sportowa "Jaskółka" (pojemność: 3500[2] miejsc)
- Hala widowiskowo-sportowa Pałacu Młodzieży (ok. 1000 miejsc)
- Hala widowiskowo-sportowa - ul. Chemiczna
- Hala widowiskowo-sportowa Akademii Tarnowskiej (302 osób siedzących, galerię z miejscami stojącymi oraz składaną trybuną na poziomie płyty głównej boiska)[3]

### Korty tenisowe
- Centrum Tenisowe – ul. Wojska Polskiego, 4 x nawierzchnia twarda, 4 x cegła (lato)
- Korty Tenisowe – MKS Tarnovia
- Korty Tenisowe – ZKS Unia
- Korty Tenisowe – Tarnowski Klub Tenisowy

### Baseny
- Park wodny - ul. Piłsudskiego 30
- Pływalnia letnia TOSiR na Górze św. Marcina
- Pływalnia letnia TOSIR w Mościcach - ul. Traugutta 5a
- Pływalnia Akademii Tarnowskiej

### Pozostałe
- Stado Ogierów Skarbu Państwa Klikowa
- Szkółka Jeździecka "Galop"
- Dom ciężarowca - ul. Traugutta
- Lodowisko TOSiR – ul. Wojska Polskiego (sezon zimowy)
- Boisko o sztucznej nawierzchni - ul. Wojska Polskiego (sezon letni)
- Dirt Park Rowerowy - Os. Legionów